# Нуайаре
Нуайяре (фр. Noyarey) — коммуна во Франции, находится в регионе Рона — Альпы. Департамент коммуны — Изер. Входит в состав кантона Фонтен-Сассенаж. Округ коммуны — Гренобль.
Код INSEE коммуны — 38281. Население коммуны на 2007 год составляло 2 064 человека. Населённый пункт находится на высоте от 191  до 1 649  метров над уровнем моря. Муниципалитет расположен на расстоянии около 480 км юго-восточнее Парижа, 85 км юго-восточнее Лиона, 11 км северо-западнее Гренобля. Мэр коммуны — Дени Ру, мандат действует на протяжении 2001—2008 гг.
Динамика населения (INSEE):

## Города-побратимы
- Мероне, Италия (2004)